# Michel Champagne
Pour les articles homonymes, voir Champagne et Michel Champagne (homonymie).
Michel Champagne B.Sc. (né le 4 mai 1956) est un homme d'affaires, politicologue et homme politique fédéral et municipal du Québec.

## Biographie
Né à Saint-Sévérin-de-Proulxville dans la région de la Mauricie, il est maire de sa ville natale de 1981 à 1984. 
Élu député du Parti progressiste-conservateur du Canada dans la circonscription fédérale de Champlain en 1984, il est réélu en 1988. Défait en 1993 par le bloquiste Réjean Lefebvre, il est associé à tort à un autre Michel Champagne, candidat du Crédit Social dans Frontenac lors du scrutin fédéral de 1970. Cette erreur est due à un mélange des fichiers historiques sur le site du Parlement du Canada. Sa participation à cette élection est impossible, puisque Michel Champagne n'avait à cette époque que 14 ans. 
Durant son passage à la Chambre des communes, il fut secrétaire parlementaire du ministre de l'Agriculture de 1986 à 1987, du ministre des Relations extérieures de 1987 à 1989, du ministre d'État chargé des Forêts de 1989 à 1990, du ministre des Forêt de 1990 à 1993 et du ministre de l'Énergie, des Mines et des Ressources en 1993.
Il a tenté de briguer le poste de candidat du Parti québécois dans la circonscription provinciale de Laviolette pour l'élection partielle de 2001. Il reçut l'appui de son ami de longue date, le ministre Gilles Baril. Il a d'ailleurs remporté les 3 premiers tours de scrutin de l'investiture. Cependant, les membres locaux du PQ choisirent Yves Demers qui fut par la suite défait par la libérale Julie Boulet.
Il retourna en politique municipale en redevenant maire de Saint-Sévérin-de-Proulxville en 2009. Il a repris les rênes de l'association conservatrice de la circonscription de Saint-Maurice—Champlain en mai 2010 comme président et a été fortement pressenti pour être candidat lors de l'élection de 2011, mais a décidé de décliner l'offre au profit du conseiller municipal de la ville de Shawinigan Jacques Grenier. Une autre rumeur persistante l'envoie aussi au sénat canadien. En 1996, il servit comme président du Festival western de Saint-Tite. 
Il est père de 4 enfants : Laurence, Vincent, Élisabeth et Alex. 